# Trockenerfurth
Das Dorf Trockenerfurth ist ein Stadtteil von Borken im nordhessischen Schwalm-Eder-Kreis.

## Geographie
Die Gemarkung Trockenerfurth liegt westlich von Borken und hat eine Größe von 459 ha, davon sind 60 ha Wald.
Zwischen Trockenerfurth und Borken liegt der Borkener See, der ehemalige Braunkohletagebau „Altenburg IV“, wo von 1954 bis 1975 etwa 9 Millionen Tonnen Braunkohle gefördert wurden. Mit der Rekultivierung in den Jahren 1975 bis 1992 entstand der See, der mit seiner Uferlandschaft heute ein Naturschutzgebiet ist.

## Geschichte

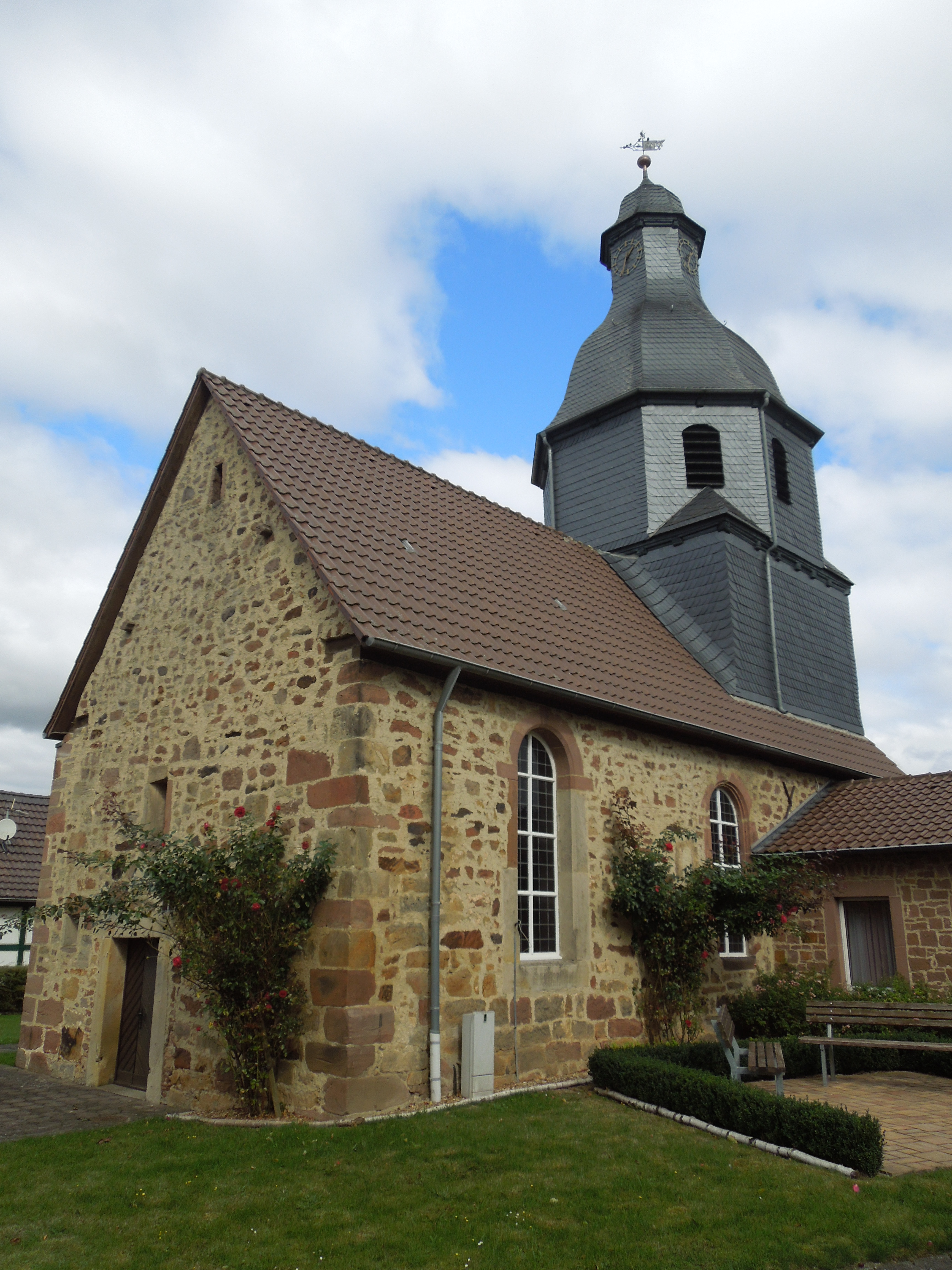
Die Dorfkirche

Die älteste bekannte schriftliche Erwähnung von Trockenerfurth erfolgte unter dem Namen „siccum Erpherde“ im Jahr 1258 in einer Urkunde des Klosters Spieskappel.
Die ehemalige Siedlung Erfurth lag in der Gemarkung von Trockenerfurth.
Zum 1. Januar 1974 wurde die bis dahin selbständige Gemeinde Trockenerfurth im Zuge der Gebietsreform in Hessen kraft Landesgesetz in die Stadt Borken eingegliedert.  Für alle durch die Gebietsreform eingegliederten Stadtteile wurde Ortsbezirke mit Ortsbeirat und Ortsvorsteher eingerichtet.

## Bevölkerung
Einwohnerstruktur 2011
Nach den Erhebungen des Zensus 2011 lebten am Stichtag, dem 9. Mai 2011, in Trockenerfurth 798 Einwohner. Darunter waren 27 (3,4 %) Ausländer.
Nach dem Lebensalter waren 132 Einwohner unter 18 Jahren, 318 zwischen 18 und 49, 183 zwischen 50 und 64 und 165 Einwohner waren älter. Die Einwohner lebten in 357 Haushalten. Davon waren 111 Singlehaushalte, 117 Paare ohne Kinder und 93 Paare mit Kindern, sowie 24 Alleinerziehende und 9 Wohngemeinschaften. In 78 Haushalten lebten ausschließlich Senioren und in 3215 Haushaltungen lebten keine Senioren.
Einwohnerentwicklung
| Quelle: Historisches Ortslexikon |                                           |
| • um 1570                        | 38 Hausgesesse                            |
| • 1639:                          | 12 verheiratete, 3 verwitwete Hausgesesse |
| • 1724:                          | 63 Personen                               |
| • 1742:                          | 20 Häuser                                 |
| • 1747:                          | 30 Hausgesesse                            |

| Trockenerfurth: Einwohnerzahlen von 1775 bis 2020 | Trockenerfurth: Einwohnerzahlen von 1775 bis 2020 | Trockenerfurth: Einwohnerzahlen von 1775 bis 2020 | Trockenerfurth: Einwohnerzahlen von 1775 bis 2020 | Trockenerfurth: Einwohnerzahlen von 1775 bis 2020 |
| --- | ------------------------------------------------- | ------------------------------------------------- | ------------------------------------------------- | ------------------------------------------------- |
| Jahr |                                                   |                                                   |                                                   | Einwohner                                         |
| 1775 | 1775                                              |                                                   | 206                                               | 206                                               |
| 1800 | 1800                                              |                                                   | ?                                                 | ?                                                 |
| 1834 | 1834                                              |                                                   | 294                                               | 294                                               |
| 1840 | 1840                                              |                                                   | 304                                               | 304                                               |
| 1846 | 1846                                              |                                                   | 315                                               | 315                                               |
| 1852 | 1852                                              |                                                   | 322                                               | 322                                               |
| 1858 | 1858                                              |                                                   | 279                                               | 279                                               |
| 1864 | 1864                                              |                                                   | 294                                               | 294                                               |
| 1871 | 1871                                              |                                                   | 276                                               | 276                                               |
| 1875 | 1875                                              |                                                   | 264                                               | 264                                               |
| 1885 | 1885                                              |                                                   | 270                                               | 270                                               |
| 1895 | 1895                                              |                                                   | 281                                               | 281                                               |
| 1905 | 1905                                              |                                                   | 396                                               | 396                                               |
| 1910 | 1910                                              |                                                   | 294                                               | 294                                               |
| 1925 | 1925                                              |                                                   | 370                                               | 370                                               |
| 1939 | 1939                                              |                                                   | 487                                               | 487                                               |
| 1946 | 1946                                              |                                                   | 921                                               | 921                                               |
| 1950 | 1950                                              |                                                   | 922                                               | 922                                               |
| 1956 | 1956                                              |                                                   | 856                                               | 856                                               |
| 1961 | 1961                                              |                                                   | 911                                               | 911                                               |
| 1967 | 1967                                              |                                                   | 972                                               | 972                                               |
| 1980 | 1980                                              |                                                   | ?                                                 | ?                                                 |
| 1990 | 1990                                              |                                                   | ?                                                 | ?                                                 |
| 2000 | 2000                                              |                                                   | ?                                                 | ?                                                 |
| 2011 | 2011                                              |                                                   | 798                                               | 798                                               |
| 2020 | 2020                                              |                                                   | 836                                               | 836                                               |
| Datenquelle: Historisches Gemeindeverzeichnis für Hessen: Die Bevölkerung der Gemeinden 1834 bis 1967. Wiesbaden: Hessisches Statistisches Landesamt, 1968. Weitere Quellen: LAGIS; Stadt Borken (Hessen), Zensus 2011 |                                                   |                                                   |                                                   |                                                   |

Historische Religionszugehörigkeit
| Quelle: Historisches Ortslexikon |                                                                     |
| • 1861:                          | alle Einwohner evangelisch-reformiert                               |
| • 1885:                          | 270 evangelische (= 100 %) Einwohner                                |
| • 1961:                          | 741 evangelische (= 81,56 %), 153 katholische (= 16,79 %) Einwohner |

Historische Erwerbstätigkeit
| • 1961 | Erwerbspersonen: 84 Land- und Forstwirtschaft, 252 Produzierendes Gewerbe, 32 Handel und Verkehr, 29 Dienstleistungen und Sonstiges |

## Politik
Für Trockenerfurth besteht ein Ortsbezirk (Gebiete der ehemaligen Gemeinde Trockenerfurth) mit Ortsbeirat und Ortsvorsteher nach der Hessischen Gemeindeordnung. Der Ortsbeirat besteht aus neun Mitgliedern.
Bei den Kommunalwahlen in Hessen 2021 betrug die Wahlbeteiligung zum Ortsbeirat Trockenerfurth 74,72 %. Alle Kandidaten gehörten der „Einheitsliste Trockenerfurth“ an. Der Ortsbeirat wählte Herbert Kraft zum Ortsvorsteher.